# Ostrog, Micheldorf
Ostrog je naselje v Občini Micheldorf v Okraju Šentvid ob Glini na Koroškem v Avstriji.